# Staurotheca dichotoma
Staurotheca dichotoma is een hydroïdpoliep uit de familie Sertulariidae. De poliep komt uit het geslacht Staurotheca. Staurotheca dichotoma werd in 1888 voor het eerst wetenschappelijk beschreven door Allman. 